# Emilio de Villota
Emilio de Villota Ruiz (* 27. Juli 1946 in Madrid) ist ein ehemaliger spanischer Automobilrennfahrer. 1977 startete er in zwei Formel-1-Grands-Prix. Sein Sohn Emilio junior ist und seine verstorbene Tochter María waren ebenfalls Autorennfahrer.

## Karriere
De Villota war zwischen 1976 und 1982 bei fünfzehn Formel-1-Weltmeisterschaftsläufen gemeldet, konnte sich jedoch nur zweimal für den Start qualifizieren. 1976 trat er für RAM Racing an. 1977 und 1978 war er mit einem McLaren-Ford in eigener Regie bei acht Grands Prix gemeldet. 1977 hatte er seine einzigen beiden Rennstarts: Beim Großen Preis von Spanien auf dem Circuito del Jarama erreichte er den dreizehnten und beim Großen Preis von Österreich auf dem Österreichring den siebzehnten Platz.
1981 wurde er bei seinem einzigen Grand Prix mit einem Williams-Ford beim Großen Preis von Spanien wegen eines Verstoßes gegen das Concorde Agreement gesperrt. In seiner letzten Saison 1982 war er fünfmal für Onyx Racing gemeldet. Das Team setzte ein Fahrzeug namens March 821 ein, das ursprünglich für den konkurrierenden Rennstall RAM Racing entwickelt worden war. Allerdings konnte sich de Villota in keinem Fall für den Start qualifizieren.
De Villotas größter sportlicher Erfolg war der Gewinn der Meisterschaft in der Aurora-AFX-Formel-1-Serie 1980, einer Rennserie, die auch als britische Formel-1-Meisterschaft (in Abgrenzung zur Weltmeisterschaft) bekannt ist.
Nach der erfolglos verlaufenen Motorsportsaison 1982 beendete de Villota seine Formel-1-Karriere. Er bleibt aber dem Motorsport verbunden und betreibt einen Formel-3-Rennstall.

## Statistik

### Le-Mans-Ergebnisse
| Jahr | Team                    | Fahrzeug      | Teamkollege   | Teamkollege      | Platzierung | Ausfallgrund |
| ---- | ----------------------- | ------------- | ------------- | ---------------- | ----------- | ------------ |
| 1981 | Team Lola               | Lola T600     | Guy Edwards   | Juan Fernández   | Rang 15     |              |
| 1982 | Grid Racing             | Grid Plaza S1 | Desiré Wilson | Alain de Cadenet | Ausfall     | Motorschaden |
| 1986 | John Fitzpatrick Racing | Porsche 956B  | Fermín Vélez  | George Fouché    | Rang 4      |              |

### Einzelergebnisse in der Sportwagen-Weltmeisterschaft
| Saison | Team                    | Rennwagen     | 1   | 2   | 3   | 4   | 5   | 6   | 7   | 8   | 9   | 10  | 11  | 12  | 13  | 14  | 15  |
| ------ | ----------------------- | ------------- | --- | --- | --- | --- | --- | --- | --- | --- | --- | --- | --- | --- | --- | --- | --- |
| 1981   | Lola Cars               | Lola T600     | DAY | SEB | MUG | MON | RIV | SIL | NÜR | LEM | PER | DAY | WAT | SPA | MOS | ROA | BRH |
| 1981   | Lola Cars               | Lola T600     |     |     |     | DNF |     | DNF | 8   | 15  | 1   |     | DNF |     |     |     | 1   |
| 1982   | Grid Racing             | Grid Plaza S1 | MON | SIL | NÜR | LEM | SPA | MUG | FUJ | BRH |     |     |     |     |     |     |     |
| 1982   | Grid Racing             | Grid Plaza S1 | DNF | DNF |     | DNF |     |     |     | 10  |     |     |     |     |     |     |     |
| 1986   | John Fitzpatrick Racing | Porsche 956   | MON | SIL | LEM | NÜN | BRH | JER | NÜR | SPA | FUJ |     |     |     |     |     |     |
| 1986   | John Fitzpatrick Racing | Porsche 956   | 10  | 5   | 4   |     |     | 8   | 3   | 11  |     |     |     |     |     |     |     |
| 1987   | Kremer Racing           | Porsche 962   | JAR | JER | MON | SIL | LEM | NÜN | BRH | NÜR | SPA | FUJ |     |     |     |     |     |
| 1987   | Kremer Racing           | Porsche 962   | 10  | 8   |     |     |     |     |     |     |     |     |     |     |     |     |     |